# Adalbert Erler
Adalbert Erler (* 1. Januar 1904 in Kiel; † 19. April 1992 in Frankfurt am Main) war ein deutscher Rechtshistoriker.

## Leben und Wirken
Adalbert Erler entstammte einer bürgerlich-protestantischen Pfarrer- und Beamtenfamilie. Er wurde als Sohn des späteren Konteradmirals der Kriegsmarine Hans Erler 1904 in Kiel geboren. Nach der Versetzung des Vaters in das Marineministerium wuchs er in Berlin auf. Im Jahr 1922 legte er das Abitur am Humanistischen Gymnasium in Berlin-Zehlendorf ab. Erler studierte zunächst an der Universität Heidelberg und dann in Berlin Rechtswissenschaft. Seine wichtigsten akademischen Lehrer waren Hans Fehr, Ernst Heymann und vor allem Ulrich Stutz. In Greifswald wurde er im Januar 1928 von Günther Holstein mit einer Arbeit über die Stellung der Evangelischen Kirche in Danzig promoviert. Erler nahm wegen der politischen und wirtschaftlich schwierigen Situation zunächst Abstand von einer Habilitation. In Berlin legte er 1930 das Assessorexamen ab. Ab 1934 war er kommissarischer Leiter des Finanzamtes in Hanau. Im selben Jahr heiratete er und übernahm die Verantwortung für die zwei fast erwachsenen Kinder seiner Frau. Im Frühjahr 1939 habilitierte er sich bei Rudolf Ruth an der Universität Frankfurt am Main mit der Arbeit Bürgerrecht und Steuerpflicht im mittelalterlichen Städtewesen mit besonderer Untersuchung des Steuereides. Mitte Juli 1939 wurde er an der Universität Frankfurt am Main zum Dozenten ernannt. Am 9. November 1939 beantragte er die Aufnahme in die NSDAP und wurde zum 1. Januar 1940 aufgenommen (Mitgliedsnummer 7.903.499). Im Dezember 1941 wurde er außerordentlicher Professor für deutsche Rechtsgeschichte und Handelsrecht an der Reichsuniversität Straßburg.
Nach dem Zweiten Weltkrieg kehrte er zurück und fand Unterkunft in einem Forsthaus im Odenwald. Im Jahr 1946 erhielt er einen Lehrstuhl an der wiederbegründeten Universität Mainz. Dort war er als Prorektor (1946/47) am Aufbau der Universität maßgeblich beteiligt. In dieser Zeit lebte er in Ingelheim. Von 1950 bis zu seiner Emeritierung 1972 lehrte er an der Universität Frankfurt am Main. Dort hatte er den Lehrstuhl für deutsche Rechtsgeschichte und Zivilrecht inne. Zu seinen akademischen Schülern gehörten Gerhard Dilcher und Gunter Gudian.
Seine Habilitationsschrift wurde zum Standardwerk und erschien zu Beginn der sechziger Jahre unverändert in zweiter Auflage. Im Jahr 1964 legte er eine Edition von fünf Mittelalterlichen Rechtsgutachten zur Mainzer Stiftsfehde 1459–1463 vor. Erler veröffentlichte 1949 ein Studienbuch zum Kirchenrecht. Im Jahr 1983 erschien das Buch in fünfter Auflage. Erler war in Ingelheim am Aufbau der Volkshochschule und an der Wiedergründung des Historischen Vereins sowie des Stadtmuseums beteiligt. Er war Mitherausgeber des Handwörterbuchs zur deutschen Rechtsgeschichte, das er von Anfang der sechziger Jahre bis kurz vor seinem Tod betreute. Engen Kontakt pflegte Erler mit dem italienischen Rechtshistoriker Emilio Bussi. Diese Verbindung ermöglichte es, jährliche Exkursionen und deutsch-italienische Seminartagungen abzuhalten.
Erler wurden zahlreiche wissenschaftliche Ehrungen und Mitgliedschaften zugesprochen. Ihm wurde von der Universität Modena die Ehrendoktorwürde verliehen. Die Philipps-Universität Marburg verlieh ihm den Brüder-Grimm-Preis, die Stadt Ingelheim am Rhein ernannte ihn zum Ehrenbürger. Zum 70. und zum 80. Geburtstag wurde er mit Festschriften gewürdigt.

## Schriften (Auswahl)
Ein Schriftenverzeichnis erarbeitet von Dietlinde Munzel erschien in Beiträge zur Ingelheimer Geschichte 40 (1994), S. 178–193.
- Die rechtliche Stellung der evangelischen Kirche in Danzig. s. n., Berlin 1929 (Greifswald, Universität, Rechts- und staatswissenschaftliche Dissertation, vom 21. Februar 1929).
- Bürgerrecht und Steuerpflicht im mittelalterlichen Städtewesen mit besonderer Untersuchung des Steuereides (= Frankfurter wissenschaftliche Beiträge. Rechts- und wirtschaftswissenschaftliche Reihe. Bd. 2, ZDB-ID 575520-7). Klostermann, Frankfurt am Main 1939.
- Das Napoleonische Konkordat im Elsass und in Lothringen. Ein kirchenrechtlicher Beitrag zur Geschichte des Kulturkampfes. In: Archiv für katholisches Kirchenrecht. Folge 4, Bd. 30 = Bd. 122, Heft 2, 1942/1943, S. 237–278.
- Kirchenrecht (= Frankfurter Grundrisse für das juristische Studium. Bd. 25, ZDB-ID 844979-x). Hirschgraben-Verlag, Frankfurt am Main 1949 (Mehrere Auflagen).
- Das Strassburger Münster im Rechtsleben des Mittelalters (= Frankfurter wissenschaftliche Beiträge. Rechts- und wirtschaftswissenschaftliche Reihe. Bd. 9). Klostermann, Frankfurt am Main 1954.
- Die Mainzer Stiftsfehde 1459–1463 im Spiegel mittelalterlicher Rechtsgutachten (= Sitzungsberichte der Wissenschaftlichen Gesellschaft an der Johann-Wolfgang-Goethe-Universität Frankfurt am Main. Bd. 1, Nr. 5, ISSN 0512-1523). Steiner, Wiesbaden 1963.
- als Herausgeber mit Wolfgang Stammler, Ekkehard Kaufmann und Dieter Werkmüller: Handwörterbuch zur deutschen Rechtsgeschichte. 5 Bände. Erich Schmidt, Berlin 1964–1998.
- Aegidius Albornoz als Gesetzgeber des Kirchenstaates. Erich Schmidt, Berlin 1970, ISBN 3-503-00607-9.
- Lupa, Lex und Reiterstandbild im mittelalterlichen Rom. Eine rechtsgeschichtliche Studie (= Sitzungsberichte der Wissenschaftlichen Gesellschaft an der Johann-Wolfgang-Goethe-Universität Frankfurt am Main. Bd. 10, Nr. 4). Steiner, Wiesbaden 1972.
- Ältere Ansätze zur Überwindung der Sklaverei (= Sitzungsberichte der Wissenschaftlichen Gesellschaft an der Johann-Wolfgang-Goethe-Universität Frankfurt am Main. Bd. 15, Nr. 1). Steiner, Wiesbaden 1978, ISBN 3-515-02763-7.
- Der Loskauf Gefangener. Ein Rechtsproblem seit 3 Jahrtausenden. Erich Schmidt, Berlin 1978, ISBN 3-503-01275-3.
- William Shakespeare – König Heinrich V. Die Lex salica in der Deutung des Kronjuristen (= Sitzungsberichte der Wissenschaftlichen Gesellschaft an der Johann-Wolfgang-Goethe-Universität Frankfurt am Main. Bd. 17, Nr. 3). Steiner, Wiesbaden 1980, ISBN 3-515-03414-5.
- Privileg des Kurfürsten Karl Theodor von der Pfalz für die Orte des Ingelheimer Grundes vom 18. Februar 1747. In: Ingelheim zwischen dem späten Mittelalter und der Gegenwart. Aufsätze und Vorträge (= Beiträge zur Ingelheimer Geschichte. Bd. 36). Historischer Verein, Ingelheim 1987, ISBN 3-87854-057-4, S. 79 ff.